# Christopher Daniel Barnes
Christopher Daniel Barnes, znany też jako C.B. Barnes lub C.D. Barnes (ur. 7 listopada 1972 w Portland w Maine) – amerykański aktor filmowy, telewizyjny i głosowy, były aktor dziecięcy. Najbardziej jest znany z użyczania głosu tytułowemu bohaterowi serialu animowanego Spider-Man z 1994 roku. Później użyczył również głosu Electro, Spyder-Knightowi, Villagerowi i Wolf-Spiderowi w kreskówce Mega Spider-Man. Podkładał również głos pod księcia Eryka w filmie Mała Syrenka. Poza tym grał Grega Brady’ego w filmach Grunt to rodzinka i Grunt to rodzinka II. Był także rzecznikiem Greenpeace.
Ma 180 cm wzrostu.